# فيل كلاي (فيليب كلاي)
فيل كلاي، من مواليد 1983، هو كاتب أمريكي. فاز بالجائزة الوطنية للكتاب في فئة الخيال عام 2014 عن أول عمل منشور له، وهو مجموعة قصص قصيرة بعنوان إعادة الانتشار (Redeployment). في العام نفسه، اختارته مؤسسة الكتاب الوطنية ضمن قائمة "خمسة تحت سن 35" تكريماً له. روايته الصادرة عام 2020، المبشرون (Missionaries)، اختيرت ضمن الكتب المفضلة للرئيس باراك أوباما لذلك العام، كما صُنفت ضمن أفضل عشرة كتب لعام 2020 من قبل صحيفة وول ستريت جورنال.
كان كلاي ضابطًا في سلاح مشاة البحرية الأمريكية من عام 2005 إلى 2009. بالإضافة إلى مشاريعه الأخرى، يُدرّس حاليًا في برنامج الكتابة لدرجة الماجستير في الفنون الجميلة (MFA) في جامعة فيرفيلد. . 

## النشأة
نشأ كلاي في ويستشستر، نيويورك، وهو ابن ماري تيريزا كلاي وويليام كلاي.  تمتلك عائلته تاريخا حافلا في الخدمات العامة؛ فجده لأمه كان دبلوماسيًا محترفًا، ووالده تطوّع في فيلق السلام، أما والدته، فقد عملت لسنوات في مجال المساعدات الطبية الدولية.  التحق بثانوية ريجيس في مدينة نيويورك، وتخرج منها عام 2001. 

## التعليم والخدمة العسكرية
في صيف عام 2004، وخلال دراسته في كلية دارتموث، حيث كان يمارس رياضتَي الرغبي والملاكمة، التحق كلاي بمدرسة تأهيل الضباط في كوانتيكو بولاية فيرجينيا. تخرّج من كلية دارتموث عام 2005، ثم انضم إلى سلاح مشاة البحرية الأمريكي، حيث تم تعيينه في رتبة ملازم ثانٍ  وقد أوضح لاحقا: 
خلال فترة زيادة القوات الأمريكية في العراق خدم كلاي لمدة ثلاثة عشر شهرًا في العراق، من يناير 2007 حتى فبراير 2008.  ترك الجيش في عام 2009، ثم حصل على درجة الماجستير في الفنون الجميلة في الكتابة الإبداعية من كلية هانتر في عام 2011. 
وصف خدمته في الجيش بأنها "مهمة خفيفة جدًا" عمل خلالها كضابط شؤون عامة. قال كلاي إنه كتب مجموعته القصصية القصيرة استنادًا إلى خدمته وعودته إلى الحياة المدنية. 

## الكتابة والتدريس
بعد أن أنهى كلاي خدمته العسكرية الفعلية، التحق ببرنامج الكتابة الإبداعية في كلية هانتر، والذي كان تحت إدارة أستاذه السابق، الشاعر توم سلاي، الذي كان كلاي خلال دراسته في كلية دارتموث.  أثناء دراسته لنيل درجة الماجستير في الفنون الجميلة في كلية هانتر، كوَّن كلاي علاقات فنية مهمة وحيوية ليس فقط مع توم سلاي، بل أيضًا مع بيتر كاري، وكولوم ماكام، وكلير ميسود وباتريك ماغراث وناثان إنجلاندر. 
عندما تم اختياره زميلًا في برنامج هيرتوج في كلية هانتر، تمكن كلاي من صقل مهاراته البحثية من خلال مساعدته للروائي ريتشارد فورد في روايته "كندا" (2012). وقد شكر فورد كلاي شخصيًا في صفحة "الشكر والتقدير" في تلك الرواية، وكتب: "شكري أيضًا لفيليب كلاي، الذي تبرع بوقته الثمين لمساعدتي في بحث هذا الكتاب".  لعب ذلك دورا هاما في تطوير مهاراته في الكتابة وكان ذلك كان ذا قيمة كبيرة لمسيرة كلاي الكتابية، حيث أدى إلى صدور مجموعته القصصية الأولى إعادة الانتشار في مارس 2014. 

## قائمة المراجع المختارة
خيالي
- Redeployment. Penguin Books. 2014. ISBN:978-0143126829.
- Missionaries. Penguin Press. 2020. ISBN:978-1984880659.

الواقع
- Uncertain Ground: Citizenship in an Age of Endless, Invisible War. Penguin. 2022. ISBN:978-0593299241.

المقالات والصحافة
- "After War, a Failure of the Imagination'". New York Times. 8 فبراير 2014. مؤرشف من الأصل في 2023-11-18.
- "Death and Memory". New York Times. 28 أكتوبر 2010. مؤرشف من الأصل في 2019-10-07.
- "The Citizen-Soldier: Moral Risk and Modern Military". The Brookings Essay, May 24, 2016. مؤسسة بروكينغز. مؤرشف من الأصل في 2025-04-06.
- "What We're Fighting For". New York Times. 10 فبراير 2017. مؤرشف من الأصل في 2025-04-06.
- "Tales of War and Redemption". The American Scholar. 4 ديسمبر 2017. مؤرشف من الأصل في 2025-04-19.
- "Two Decades of War Have Eroded the Morale of America's Troops". The Atlantic. 13 أبريل 2018. مؤرشف من الأصل في 2019-02-05.
- "The Warrior at the Mall". New York Times. 14 أبريل 2018. مؤرشف من الأصل في 2025-04-07.
- "The Lesson of Eric Greitens, and the Navy SEALs Who Tried to Warn Us". The New Yorker. 17 مايو 2018. مؤرشف من الأصل في 2022-08-12.
- "Public Rage Won't Solve Any of Our Problems". Time. 25 أكتوبر 2018. مؤرشف من الأصل في 2018-12-30.
- "Deployment to Iraq changed my view of God, country and humankind. So did coming home". America. 11 نوفمبر 2018. مؤرشف من الأصل في 2025-04-06.
- "Trump, Hegseth and the Honor of the American Military". New York Times. January 2, 2025.